# 데이비드 마걸리스
데이비드 마귤리스(David Margulies, 영어 발음: /ˈmɑːrɡjʊliːs/, 본명: 데이비드 조지프 마귤리스, David Joseph Margulies, 1937년 2월 19일 ~ 2016년 1월 11일)는 미국의 배우이다.
뉴욕시 브루클린에서 태어났다. 오프브로드웨이의 희곡 골든 6(1958년)으로 극 데뷔를 했다.
2016년 1월 11일 맨해튼에서 78세의 나이로 암으로 사망했다.

## 참여 작품
- 프론트 (영화)
- 올 댓 재즈 (영화)
- 드레스드 투 킬 (영화)
- 고스트버스터즈
- 나인 하프 위크
- 사막 탈출
- 허공에의 질주
- 고스트버스터즈 2
- 유쾌한 사랑
- 에이스 벤츄라
- 칼 렘리
- 셀러브리티 (영화)
- 소프라노스
- 천사의 손길
- 올 굿 에브리씽
- 지골로 인 뉴욕
- 모스트 바이어런트
- 엘리 위젤

## 추가 브로드웨이 크레딧
- 천 명의 어릿광대